# Campionati europei di cricket
I Campionati europei di cricket (ufficialmente European Cricket Championship) sono una competizione continentale a nazioni che assegna il titolo di squadra campione d'europa di cricket. Sono organizzati annualmente dal 1999 dalla European Cricket Council (ECC) e nel 2009 è stata disputata la X edizione.

## Risultati
Si disputano alternativamente ogni anno i "campionati europei" di III divisione (anni dispari) e I, II e IV (anni pari). Dal 2009 il campionato di IV divisione si disputa nell'anno di quello di III.

### Prima Divisione
| Anno | Sede            | Campione    | Finalista   |
| ---- | --------------- | ----------- | ----------- |
| 1996 | Copenaghen      | Irlanda     | Paesi Bassi |
| 1998 | L'Aia           | Paesi Bassi | Danimarca   |
| 2000 | Glasgow         | Paesi Bassi | Inghilterra |
| 2002 | Belfast         | Inghilterra | Scozia      |
| 2004 | Paesi Bassi     | Inghilterra | Irlanda     |
| 2006 | Glasgow         | Irlanda     | Scozia      |
| 2008 | Dublino         | Irlanda     | Scozia      |
| 2010 | Jersey          | Jersey      | Irlanda A   |
| 2011 | Guernsey Jersey | Danimarca   | Italia      |
| 2013 | Sussex          | Italia      | Danimarca   |
| 2015 | Jersey          | Jersey      | Danimarca   |

### Seconda divisione
| Anno | Sede               | Campione     | Finalista |
| ---- | ------------------ | ------------ | --------- |
| 1998 | L'Aia              | Italia       | Germania  |
| 2000 | Glasgow            | Gibilterra   | Germania  |
| 2002 | Belfast            | Gibilterra   | Germania  |
| 2004 | Anversa            | Italia       | Francia   |
| 2006 | Glasgow            | Norvegia     | Jersey    |
| 2008 | Guernsey           | Jersey       | Guernsey  |
| 2010 | Guernsey           | Guernsey     | Germania  |
| 2011 | Belgio Paesi Bassi | Belgio       | Austria   |
| 2012 | Corfù              | Isola di Man | Svezia    |
| 2014 | Essex              | Norvegia     | Belgio    |

### Terza divisione
| Anno | Sede            | Campione | Finalista    |
| ---- | --------------- | -------- | ------------ |
| 2007 | Anversa         | Croazia  | Spagna       |
| 2009 | La Manga        | Israele  | Isola di Man |
| 2011 | Valburga Velden | Svezia   | Estonia      |
| 2012 | Tallinn         | Estonia  | Bulgaria     |
| 2014 | La Manga        | Belgio   | Spagna       |

### Quarta divisione
| Anno | Sede     | Campione  | Finalista |
| ---- | -------- | --------- | --------- |
| 2006 | Anversa  | Finlandia | Cipro     |
| 2009 | Limassol | Cipro     | Svizzera  |

### Quinta divisione
| Anno | Sede  | Campione | Finalista |
| ---- | ----- | -------- | --------- |
| 2009 | Corfù | Grecia   | Svezia    |